# ハモーサ
ハモーサ (Hermosa) はアイルランドの競走馬である。主な勝ち鞍は2019年の英1000ギニー(GI)、愛1000ギニー(GI)。

## 戦績

### 2歳（2018年）
2018年6月にカラ競馬場で初出走。初戦は4着に敗れたが、翌月の未勝利戦で初勝利を挙げる。デビュータントステークスでは6着、モイグレアスタッドステークスでは3着と、いずれもスキッタースキャッターの後塵を拝した。
デビュー5戦目のウェルドパークステークスをライアン・ムーアとの初コンビで制し、重賞初制覇。しかし、その後はフィリーズマイル、クリテリウム・アンテルナシオナルで連続して2着となり、全姉ハイドレンジアと同じく2歳時はあと一歩のところでG1に手が届かなかった。

### 3歳（2019年）
前哨戦を使わず休み明けで出走した英1000ギニーでは15倍のオッズがつく伏兵の位置付けだったが、ウェイン・ローダンとのコンビでハナを奪うと、そのままゴールまで押し切って優勝。エイダン・オブライエン調教師は前日の英2000ギニーもマグナグレシアで制しており、自身4度目の英2000ギニー&英1000ギニーの同一年ダブル制覇（ギニーズダブル）を達成した。続く一戦として英オークスへの出走が一時有力視されたが、最終的にはライアン・ムーア騎乗で愛1000ギニーに出走し、4馬身差の圧勝で史上4頭目の英愛1000ギニー制覇を達成した。
愛1000ギニー後、オブライエン師はフランスのディアヌ賞(仏オークス)への出走を表明していたが、これを回避してロイヤルアスコット開催のコロネーションステークスに参戦。マイルG1・3連勝を狙ったが、フランスから参戦したウォッチミーの大駆けを許し、2着に惜敗した。日本のディアドラが勝利したナッソーステークスにも1番人気で出走していたが、直線で急激に失速して大差の最下位に沈んだ。オブライエン師は「馬場とペースが合わなかった」と敗因を語った。実績のあるマイル路線に戻り、姉ハイドレンジアとの姉妹制覇が懸かったメイトロンステークスではイリデッサに3/4馬身及ばず、2着に敗れた。
10月5日のサンチャリオットステークスでブービーの8着に敗れ、同レースを最後に現役を引退した。

### 競走成績
以下の内容は、Racing Postの情報に基づく。
| 出走日     | 競馬場           | 競走名                           | 格 | 距離  | 着順 | 騎手           | 着差     | 1着（2着）馬         |
| ---------- | ---------------- | -------------------------------- | -- | ----- | ---- | -------------- | -------- | -------------------- |
| 2018.06.29 | カラ             | 未勝利                           |    | 芝7f  | 4着  | D.オブライエン | 3馬身1/4 | Peach Tree           |
| 0000.07.31 | ゴールウェイ     | 未勝利                           |    | 芝7f  | 1着  | D.オブライエン | 1馬身    | （Engles Rock）      |
| 0000.08.26 | カラ             | デビュータントステークス         | G2 | 芝7f  | 6着  | J.ヘファーナン | 6馬身1/4 | Skitter Scatter      |
| 0000.09.16 | カラ             | モイグレアスタッドステークス     | G1 | 芝7f  | 3着  | J.ヘファーナン | 3馬身1/4 | Skitter Scatter      |
| 0000.09.30 | ナース           | ウェルドパークステークス         | G3 | 芝7f  | 1着  | R.ムーア       | 2馬身1/2 | （Foxtrot Liv）      |
| 0000.10.12 | ニューマーケット | フィリーズマイル                 | G1 | 芝8f  | 2着  | D.オブライエン | 1馬身1/2 | Iridessa             |
| 0000.10.28 | シャンティイ     | クリテリウム・アンテルナシオナル | G1 | 芝7f  | 2着  | R.ムーア       | 3/4馬身  | Royal Meeting        |
| 2019.05.05 | ニューマーケット | 英1000ギニー                     | G1 | 芝8f  | 1着  | W.ローダン     | 1馬身    | （Lady Kaya）        |
| 0000.05.26 | カラ             | 愛1000ギニー                     | G1 | 芝8f  | 1着  | R.ムーア       | 4馬身    | （Pretty Pollyanna） |
| 0000.06.21 | アスコット       | コロネーションステークス         | G1 | 芝8f  | 2着  | R.ムーア       | 1馬身1/2 | Watch Me             |
| 0000.08.01 | グッドウッド     | ナッソーステークス               | G1 | 芝10f | 9着  | R.ムーア       | 49馬身   | ディアドラ           |
| 0000.09.14 | レパーズタウン   | メイトロンステークス             | G1 | 芝8f  | 2着  | R.ムーア       | 3/4馬身  | Iridessa             |
| 0000.10.05 | ニューマーケット | サンチャリオットステークス       | G1 | 芝8f  | 8着  | R.ムーア       | 7馬身1/4 | Billesdon Brook      |

## 繁殖牝馬時代
2020年から繁殖入り。同時に引退が発表された僚馬マジカルと同じく、初年度はノーネイネヴァーが交配相手となることが発表された。

## 血統表
| ハモーサの血統               | ハモーサの血統                                 | ハモーサの血統                                 | （血統表の出典）                               | （血統表の出典） |
| 父系                         | サドラーズウェルズ系                           | サドラーズウェルズ系                           | サドラーズウェルズ系                           | [ § 2 ]          |
| 父 Galileo 1998 鹿毛         | 父の父Sadler's Wells 1981 鹿毛                 | Northern Dancer                                | Nearctic                                       | Nearctic         |
| 父 Galileo 1998 鹿毛         | 父の父Sadler's Wells 1981 鹿毛                 | Northern Dancer                                | Natalma                                        |                  |
| 父 Galileo 1998 鹿毛         | 父の父Sadler's Wells 1981 鹿毛                 | Fairy Bridge                                   | Bold Reason                                    | Bold Reason      |
| 父 Galileo 1998 鹿毛         | 父の父Sadler's Wells 1981 鹿毛                 | Fairy Bridge                                   | Special                                        |                  |
| 父 Galileo 1998 鹿毛         | 父の母Urban Sea 1989 栗毛                      | Miswaki                                        | Mr. Prospector                                 | Mr. Prospector   |
| 父 Galileo 1998 鹿毛         | 父の母Urban Sea 1989 栗毛                      | Miswaki                                        | Hopespringseternal                             |                  |
| 父 Galileo 1998 鹿毛         | 父の母Urban Sea 1989 栗毛                      | Allegretta                                     | Lombard                                        | Lombard          |
| 父 Galileo 1998 鹿毛         | 父の母Urban Sea 1989 栗毛                      | Allegretta                                     | Anatevka                                       |                  |
| 母 Beauty Is Truth 2004 鹿毛 | 母の父Pivotal 1993 栗毛                        | Polar Falcon                                   | Nureyev                                        | Nureyev          |
| 母 Beauty Is Truth 2004 鹿毛 | 母の父Pivotal 1993 栗毛                        | Polar Falcon                                   | Marie d'Argonne                                |                  |
| 母 Beauty Is Truth 2004 鹿毛 | 母の父Pivotal 1993 栗毛                        | Fearless Revival                               | Cozzene                                        | Cozzene          |
| 母 Beauty Is Truth 2004 鹿毛 | 母の父Pivotal 1993 栗毛                        | Fearless Revival                               | Stufida                                        |                  |
| 母 Beauty Is Truth 2004 鹿毛 | 母の母Zelding 1995 鹿毛                        | *ウォーニング                                  | Known Fact                                     | Known Fact       |
| 母 Beauty Is Truth 2004 鹿毛 | 母の母Zelding 1995 鹿毛                        | *ウォーニング                                  | Slightly Dangerous                             |                  |
| 母 Beauty Is Truth 2004 鹿毛 | 母の母Zelding 1995 鹿毛                        | Zelda                                          | Caerleon                                       | Caerleon         |
| 母 Beauty Is Truth 2004 鹿毛 | 母の母Zelding 1995 鹿毛                        | Zelda                                          | Mill Princess                                  |                  |
| 母系(F-No.)                  | 8号族(FN:8-c)                                  | 8号族(FN:8-c)                                  | 8号族(FN:8-c)                                  | [ § 3 ]          |
| 5代内の近親交配              | Northern Dancer3×5＝15.63％、Special4×5＝9.38% | Northern Dancer3×5＝15.63％、Special4×5＝9.38% | Northern Dancer3×5＝15.63％、Special4×5＝9.38% | [ § 4 ]          |
| 出典                         | 1. 2. 3. 4.                                    | 1. 2. 3. 4.                                    | 1. 2. 3. 4.                                    | 1. 2. 3. 4.      |

- 母ビューティーイズトゥルース(Beauty Is Truth)は主にフランスで走り、G2グロシェーヌ賞など重賞を2勝[9]。
- ダンシリ産駒の半姉ファイアーリリー(Fire Lily)はアイルランドでG3を3勝[10]。
- 全兄ザユナイテッドステイツ(The United States)は豪G1ランヴェットステークスの勝ち馬[11]。
- 全姉ハイドレンジアは2017年のメイトロンステークス、ブリティッシュ・チャンピオンズ・フィリーズ&メアズステークスの勝ち馬[11]。